# テクニクス (バンド)
テクニクス（英: The Techniques）は、ジャマイカのロックステディ／レゲエ・グループ。ウィンストン・ライリーを中心に結成され、主に1960年代に活動していた。
1965年まではスリム・スミスがリード・ヴォーカル、その後にパット・ケリー、ジュニア・メンスなどが続いた。トレジャー・アイルのスタジオ・ワンに対する対抗馬として活躍した。
ウィンストン・ライリーは1968年にトレジャー・アイルを離れてから、自身のテクニクス・レーベルの仕事に専念していたが、1982年に元パラゴンズのタイロン・エヴァンスなどとテクニクス名義でアルバムを出している。

## ディスコグラフィー

### アルバム
- Little Did You Know (1967) トレジャー・アイル
- Unforgettable Days (1981) Techniques
- I'll Never Fall In Love (1983) Techniques

### コンピレーション・アルバム
- Classics (1982) Techniques
- Classics vol. 2 (1982) Techniques
- Rock Steady Classics Rhino
- Run Come Celebrate (1993) Heartbeat
- Techniques in Dub (1997) Pressure Sounds
- Queen Majesty (2007) Trojan